# Melvin Burgess
Pour les articles homonymes, voir Burgess.
Œuvres principales
- Junk
 (1996)

Melvin Burgess, né le 26 avril 1954, est un écrivain britannique. Il est auteur de littérature d'enfance et de jeunesse.

## Biographie
Melvin Burgess quitte l'école à 18 ans et entame une période durant laquelle il partage son temps entre petits boulots et chômage. Il se lance alors dans l'écriture mais il ne commence à être publié que dans les années 1990.
Melvin Burgess connait un succès important lors de la parution de Junk en 1996. Le roman raconte le parcours d'adolescentes expérimentant la consommation d'héroïne. L'ouvrage reçoit la Médaille Carnegie 1996.
En 2018, il est l'écrivain sélectionné pour représenter son pays, le Royaume-Uni, pour le Prix Hans-Christian-Andersen, dans la catégorie Auteur, prix international danois.

## Œuvres

### Éditions originales
- The Cry of the Wolf, Andersen Press, 1990
- An Angel for May, Andersen, 1992
- Burning Issy, Andersen, 1992
- The Baby and Fly Pie, Andersen, 1993
- Loving April, Andersen, 1995
- The Earth Giant, Andersen, 1995
- Junk, Andersen, 1996 (Médaille Carnegie et Guardian Children's Fiction Prize)
- Tiger, Tiger, Andersen, 1996
- Kite, Andersen, 1997
- The Copper Treasure, A & C Black, 1998
- Bloodtide, Andersen, 1999 (Lancashire County Library Children's Book of the Year Award)
- Old Bag, Barrington Stoke, 1999
- The Birdman Andersen, 2000
- The Ghost Behind the Wall Andersen, 2000
- Billy Elliot, Chicken House Publishing, 2001 (adaptation du film Billy Elliot)
- Lady: My Life as a Bitch, Andersen, 2001
- Doing It, Andersen, 2003 (Los Angeles Times Book Prize 2004, section Littérature pour la jeunesse)
- Robbers on the Road, Black, 2003
- Sara's Face, Andersen, 2006
- Bloodsong, Penguin Books, 2007
- Nicholas Dane, Andersen, 2009
- Kill All Enemies, Puffin Books, 2011
- The Hit, Chicken House, 2013

Participation
- Collectif, Losing it

### Traductions en français
- Isa la sorcière, Hachette jeunesse, 1994
- Le Cri du loup, Pocket jeunesse, 1996
- Junk, Folio, 1998
- Un été au bord du fleuve, Gallimard, coll. Pages blanches, 1999
- L'Esprit du tigre, Gallimard jeunesse, 1999
- La Déroute, Gallimard jeunesse, 1999
- L'Homme aux oiseaux, Gallimard jeunesse, 2008
- Le voleur de rapaces, Pocket jeunesse, 2000
- Un trésor dans la Tamise, Hachette jeunesse, 2000
- Géante, Folio junior, 2000
- Une promesse pour May, Gallimard jeunesse, 2001
- Le fantôme de l'immeuble, Folio junior, 2001
- Billy Elliot, Folio junior, 2001 (adaptation du film Billy Elliot)
- Lady, ma vie de chienne, Gallimard, 2002
- Rouge sang, Gallimard, 2002 ; rééd. Folio SF, 2007
- Une Idée fixe, Gallimard, 2004
- De feu et de sang, Gallimard jeunesse, 2007
- Le Visage de Sara, Gallimard jeunesse, 2008
- Nicholas Dane, Gallimard jeunesse, 2010
- Kill all enemies, Gallimard, 2012
- La dose, Gallimard,2014
- La sorcière oubliée, Gallimard,2019

Participation
- Collectif, La Première fois (trad. de Losing it par Emmanuelle Casse-Castric et Laetitia Devaux ), Scripto, Gallimard, 2011  (ISBN 9782070696864) [présentation en ligne] Faire l'amour la première fois, par huit auteurs jeunesse : Melvin Burgess, Anne Fine, Keith Gray, Mary Hooper, Sophie McKenzie, Patrick Ness, Ball Rai et Jenny Valentine.